# Theoa tricaudata
Espèce
Synonymes
- Theonina tricaudata Locket, 1982

Theoa tricaudata est une espèce d'araignées aranéomorphes de la famille des Linyphiidae.

## Distribution
Cette espèce se rencontre en Malaisie, en Thaïlande et aux Seychelles.

## Publication originale
- Locket, 1982 : Some linyphiid spiders from western Malaysia. Bulletin British Arachnological Society, vol. 5, p. 361-384.